# Walter Murphy
Walter Murphy (New York, 19 december 1952) is een Amerikaans componist, pianist en songwriter.
Murphy groeide op in Manhattan en nam op jonge leeftijd muzieklessen. Hij speelde voornamelijk op de toetsinstrumenten als een piano en orgel, en ging vervolgens klassieke muziek voor piano studeren. Volgde en een opleiding aan de Mount Saint Michael Academy in The Bronx en was ingeschreven bij de Manhattan School of Music. Begon zijn carrière begin jaren zeventig in diverse orkesten voor Amerikaanse televisieshows. In 1976 had hij met zijn orkest 'Walter Murphy & The Big Apple Band' wereldwijd een grote disco hit met het klassieke muziekstuk "A Fifth of Beethoven" van Ludwig van Beethoven, daarmee haalde hij onder ander de eerste plaats in de Amerikaanse Billboard Hot 100 en in de Nederlandse Top 40 stond het nummer als hoogste genoteerd op plaats 21. Ook is het nummer terug te vinden op de soundtrack Saturday Night Fever. Murphy was in de jaren zeventig op vele fronten actief als componist, arrangeur, dirigent en songwriter met zijn werken voor televisieproducties en commercials. Eind jaren zeventig begon hij de muziek te componeren voor een aantal televisieproducties waarmee hij vooral later succes had met de bekende televisieseries als Family Guy en American Dad!. Met Family Guy ontving hij in 2002 een Emmy Award. Ook componeerde hij in 1982 de filmmuziek voor de film Raw Force. Grote bekendheid als filmcomponist kreeg hij vooral in 2012 met de film Ted. Met de laatst genoemde film werd hij in 2013 genomineerd voor een Oscar voor beste filmsong.

## Filmografie
- 1982: Raw Force
- 1985: Pulsaciones
- 1992: Crow's Nest
- 2002: Changing Hearts
- 2012: Foodfight!
- 2012: Ted
- 2015: Ted 2
- 2016: The Late Bloomer
- 2021: Queen Bees

## Overige producties

### Computerspellen
- 2012: Family Guy: Back to the Multiverse

### Televisiefilms
- 1976: The Savage Bees
- 1977: The Night They Took Miss Beautiful
- 1988: Tricks of the Trade
- 1989: The Lady Forgets
- 1992: Jumpin' Joe
- 1996: Wiseguy
- 2012: Family Guy: 200 Episodes Later
- 2014: How Murray Saved Christmas

### Televisieseries
- 1986 - 1987: Stingray
- 1988 - 1990: Wiseguy
- 1990 - 1991: Hunter
- 1991 - 1996: The Commish
- 1996 - 1997: Profit
- 1997: Buffy the Vampire Slayer
- 2000 - heden: Family Guy
- 2005 - heden: American Dad!
- 2007: The Winner
- 2009 - 2013: The Cleveland Show

## Discografie

### Albums
- 1976: A Fifth of Beethoven - als 'The Walter Murphy Band' - (plaats 15 in de Billboard 200)
- 1977: Rhapsody in Blue - (plaats 175 in de Billboard 200)
- 1978: Phantom of the Opera
- 1979: Walter Murphy's Discosymphony
- 1979: Uncle Loule's Here - als 'Uncle Louis'
- 1982: Themes from E.T. the Extra-Terrestrial and More
- 1996: The Best of Walter Murphy: A Fifth of Beethoven - verzamelalbum
- 2005: Family Guy: Live in Vegas - als Walter Murphy and His Orchestra - soundtrack
- 2012: Ted: Original Motion Picture Soundtrack - met andere artiesten - soundtrack

### Singles
- 1975: Disco Bells
- 1976: A Fifth of Beethoven - (A Fifth of Beethoven) - (plaats 1 in de Billboard Hot 100)
- 1976: Flight 76 - (A Fith of Beethoven) - (plaats 44 in de Billboard Hot 100)
- 1977: Rhapsody in Blue - (Rhapsody in Blue)
- 1977: Uptown Serenade - (Rhapsody in Bleu)
- 1978: Gente Explosion - (Phantom of the Opera)
- 1978: Toccata and Funk in 'D' Minor - (Phantom of the Opera)
- 1978: The Music Will Not End - (Phanton of the Opera)
- 1979: Mostly Mozart - (Walter Murphy's Discosymphony)
- 1979: Bolero - (Walter Multer Murphy's Discosymphony)
- 1979: Full-Tilt Boogie - (Uncle Loui's Here)
- 1979: I Like Funky Music - (Uncle Loui's Here)
- 1979: Sky High - (Uncle Loui's Here)
- 1982: Themes from E.T. (the Extra-Terrastrial) - (Themes from E.T. the Extra-Terrestrial and More) - (plaats 47 in de Billboard Hot 100)

## Prijzen en nominaties

### Academy Awards
| Jaar | Titel | Categorie      | Uitslag     |
| ---- | ----- | -------------- | ----------- |
| 2013 | Ted   | Beste filmsong | Genomineerd |

### Emmy Awards
| Jaar | Titel                      | Categorie | Uitslag     |
| ---- | -------------------------- | --- | ----------- |
| 2002 | Family Guy                 | Beste muziek en teksten (voor de song: "You've Got a Lot to See", afl. "Brian Wallows and Peter's Swallows") | Gewonnen    |
| 2007 | Family Guy                 | Beste muziek en teksten (voor de song: "My Drunken Irish Dad", afl. "Peter's Two Dads"                       | Genomineerd |
| 2010 | Family Guy                 | Beste muziek en teksten (voor de song: "Down's Syndrome Girl", afl. "Extra Large Medium"                     | Genomineerd |
| 2011 | Family Guy                 | Beste muziek voor een televisieserie (originele dramatische muziek), afl. "And Then There Were Fewer"        | Genomineerd |
| 2015 | How Murray Saved Christmas | Beste muziek en teksten (voor de song: "You Gotta Believe"                                                   | Genomineerd |

### Grammy Awards
| Jaar | Titel                             | Categorie         | Uitslag     |
| ---- | --------------------------------- | ----------------- | ----------- |
| 2006 | Family Guy: Live in Vegas (album) | Best Comedy Album | Genomineerd |

- Biblioteca Nacional de España: XX1044580
- Bibliothèque nationale de France: cb14050875v (data)
- Gemeinsame Normdatei: 134469569
- International Standard Name Identifier: 0000 0000 7777 8604
- Library of Congress Control Number: n94101330
- MusicBrainz: c48af196-bab1-4505-9256-0922adac0fe2
- Nationale Bibliotheek van Tsjechië: xx0250253
- Système universitaire de documentation: 168510480
- Virtual International Authority File: 19883128
- WorldCat: E39PBJfRC6cKpQhcQxdbWtMQMP